# Леле (язык манде)
Леле — язык манде, который распространён на западе и юго-западе префектуры Киссиду, западнее реки Мато, в главных центрах Йомбиро, Кассаду, Тангалто в Гвинее. Существуют диалекты йомбиро-леле (северный леле), кассаду-леле (южный леле), коунте-леле (центральный леле), тангалто-леле (восточный леле). Население Кассаду не понимают восточный диалект.